# Cowpe
Cowpe – osada w Anglii, w hrabstwie Lancashire, w dystrykcie Rossendale. Leży 24 km na północ od miasta Manchester i 281 km na północny zachód od Londynu. Miejscowość liczy 500 mieszkańców.